# خانه زرگر
خانه زرگر مربوط به دوره قاجار است و در دزفول، محله مجدیان واقع شده و این اثر در تاریخ ۱۷ اسفند ۱۳۸۱ با شمارهٔ ثبت ۷۹۰۱ به‌عنوان یکی از آثار ملی ایران به ثبت رسیده است.